# Макалпайн, Хэмиш
Хэмиш Роберт Макалпайн (англ. Hamish Robert McAlpine; род. 21 января 1948 года в Килспинди) — шотландский футболист, игравший на позиции вратаря. В течение 20 лет защищал цвета «Данди Юнайтед» (1966—1986). В составе клуба выиграл один чемпионат Шотландии и два Кубка шотландской лиги. На международной арене его наибольшим достижением является выход в полуфинал Кубка европейских чемпионов 1983/84.
На поздних этапах карьеры играл за «Рэйт Роверс» и «Арброт». Макалпайн представлял Шотландию на международной арене в составе сборной до 21 года. Был признан футболистом года по версии ШАФЖ (1985).

## Ранние годы
Макалпайн родился в деревне Килспинди, Пертшир (ныне — Перт-энд-Кинросс). Его отец, Ян Макалпайн, также был футболистом, но его карьера была прервана Второй мировой войной, несмотря на это в 1946 году он подписал контракт с «Данди» и играл за резервную команду. Хотя отец Хэмиша был центральным нападающим, Макалпайн младший всегда играл на позиции вратаря, со времён начальной школы. Подростком он выступал за молодёжный клуб «Баттерберн». Макалпайн также играл на молодёжном уровне за «Данди Норт Энд», а в июне 1966 года подписал контракт с «Данди Юнайтед».

## Клубная карьера

### «Данди Юнайтед»
Первоначально Макалпайн совмещал футбол с работой на полставки в бухгалтерской фирме президента «Юнайтед» Джорджа Фокса, но в конце сезона 1966/67 подписал профессиональный контракт. Он был третьим вратарём «Данди» после Дона Макая и Сэнди Дэви, провёл большую часть сезона 1967/68 в аренде у «Монтроза» и был близок к тому, чтобы подписать с этим клубом контракт на постоянной основе. Вернувшись в «Данди», он дебютировал за первую команду в предсезонном товарищеском матче против «Хартлпул Юнайтед» в августе 1968 года (4:4).
Дэви покинул клуб в октябре 1968 года, и Макалпайн стал вторым вратарём. После травмы Макая 8 марта 1969 года он дебютировал в официальном матче за «Данди Юнайтед», в котором его команда проиграла со счетом 1:0 «Харт оф Мидлотиан». Это был его единственный матч в том сезоне, он также пропустил большую часть следующего сезона из-за операции на связках. 21 октября 1970 года в матче Кубка ярмарок против пражской «Спарты» Макай получил травму, и Макалпайн заменил его (поражение 3:1). В итоге Макалпайн получил футболку с номером «1». Это был его дебютный матч в еврокубках и лишь второй официальный за клуб в целом. Макалпайн воспользовался своим шансом попасть в основной состав и в том сезоне провёл 30 матчей во всех турнирах. В 1972 году новый тренер Джим Маклейн разрешил Макаю покинуть клуб, но вернул в «Данди» Дэви. Макалпайн оставался основным вратарём, пока в 1974 году не выбыл из строя из-за операции на колене. В итоге он пропустил первый в истории «Юнайтед» финал Кубка Шотландии, где его команда уступила «Селтику» 3:0.
После ухода Дэви Макэлпайн снова стал безоговорочным основным вратарём клуба, эту позицию он сохранял за собой в течение следующего десятилетия. В 1977 году он установил клубный рекорд, не пропустив ни одного гола за 615 минут игры. Он также заработал авторитет у болельщиков «Юнайтед» благодаря своей харизме и стилю игры, он часто покидал свою штрафную площадь при игре на выходе. В 1976 году «Юнайтед» боролся за сохранение места в высшей лиге, у клуба были проблемы с реализацией пенальти. Макалпайн вызвался исполнять пенальти и забил гол в ворота «Хиберниана» в предпоследнем матче сезона. Ещё один пенальти в последнем матче с «Рейнджерс» Макалпайн не реализовал, попав в штангу, соперник безуспешно пытался забить в пустые ворота, пока Хэмиш не успел занять свою позицию. Тем не менее, «Юнайтед» сохранил место в высшем дивизионе, завершив матч нулевой ничьей. Макалпайн забил ещё два гола в сезоне 1976/77, но из-за последующих неудачных попыток тренер был вынужден сменить исполнителя пенальти. Позже он был близок к тому, чтобы забить ещё один гол за «Юнайтед», он играл в поле в товарищеском матче и попал в перекладину.

Безответственность Макалпайна иногда приводила к конфликтам с тренером. В автобиографии Маклейн высказал своё разочарование, когда Макалпайн отказывался посещать специальные тренировки для вратарей: 
Хэмиш Макалпайн был единственным игроком, который смог в одиночку разрушить всё, о чём я когда-либо думал или во что я верил касательно игры в футбол.
 Самые серьёзные конфликты вратаря с тренером начались в 1979 году, в результате чего Макалпайна отправили домой с турнира в Японии. Макалпайн был отстранён от игр клуба, его временно заменил бывший голкипер сборной Англии Питер Бонетти.
Выиграв конкуренцию у Бонетти, в декабре 1979 года Макалпайн вместе с «Юнайтед» вышел в первый в истории клуба финал Кубка Шотландской лиги. После нулевой ничьи с «Абердином» «Данди» одержал победу в переигровке со счётом 3:0 и завоевал первый в своей истории крупный трофей. Год спустя «Юнайтед» снова вышел в финал Кубка лиги, на этот раз встретившись в дерби с принципиальным соперником — «Данди». «Юнайтед» выиграл со счётом 3:0. На церемонии награждения капитан клуба Пол Хегарти собирался забрать трофей, но отошёл в сторону и пропустил вперёд Макалпайна в знак признания его заслуг перед клубом. Позже в том же сезоне вратарь впервые сыграл в финале Кубка Шотландии против «Рейнджерс». Матч завершился без голов, а Макэлпайн парировал пенальти на последней минуте. В повторном матче «Юнайтед» проиграл со счётом 4:1.
В августе 1982 года Макалпайн не вышел на игру Кубка лиги против «Фалкирка», и его место занял запасной вратарь Джон Гардинер. Хотя Маклейн и намекнул, что Гардинер может остаться в основе команды, Макалпайн снова стал на ворота на следующий матч. Он продолжал регулярно выступать в матчах лиги в сезоне 1982/83, когда «Данди Юнайтед» впервые в истории выиграл чемпионский титул. В начале следующего сезона, 17 августа 1983 года, специально для Макалпайна был организован товарищеский матч против «Тоттенхэм Хотспур» (1:1).
Успех «Юнайтед» в чемпионате позволил клубу участвовать в Кубке европейских чемпионов 1983/84, где Макалпайн отыграл во всех восьми матчах вплоть до полуфинала. В полуфинале «Данди» встретился с «Ромой» и выиграл первый матч со счётом 2:0, однако в ответной игре итальянцы отыгрались 3:0. В июне 1984 года Макалпайн снова столкнулся с конкуренцией за своё место в основе, когда Маклейн пригласил вратаря сборной Шотландии Билли Томсона. Хотя Томсон начал сезон 1984/85 в качестве первого вратаря, к концу сентября Макалпайн вернул себе место в основе. В том же сезоне он участвовал ещё в двух финалах кубков: «Юнайтед» проиграл «Рейнджерс» в Кубке лиги и «Селтику» в Кубке Шотландии. За хорошие выступления в течение сезона члены Шотландской ассоциации футбольных журналистов выбрали Макалпайна лучшим футболистом 1985 года.
9 октября 1985 года Макалпайн сыграл в ответном матче полуфинала Кубка лиги против «Абердина», «Данди» проиграл с минимальным счётом и выбыл из турнира — в итоге этот матч оказался последней игрой Макалпайна за «Юнайтед». В том же месяце он получил травму и уступил своё место в команде Томсону. В апреле 1986 года он сыграл один матч в аренде за «Данфермлин Атлетик». После его возвращения в команду было объявлено, что он покинет «Данди Юнайтед» в конце сезона после 20 лет в клубе.

### Поздняя карьера
В конце сезона 1986 года он присоединился к «Рэйт Роверс» и в свой первый сезон помог клубу повыситься из второго шотландского дивизиона. 12 сентября 1987 года Макалпайн забил четвёртый гол за карьеру: от своих ворот благодаря сильному ветру в матче против «Килмарнока» — чем принёс победу со счётом 4:3.
Макалпайн покинул «Рэйт» после двух сезонов и хотел завершить карьеру, но в июле 1988 года руководство «Селтика» попросило его присоединиться к команде на предсезонный тур по Швейцарии в качестве замены для травмированных Пэки Боннера и Энди Мердока. 16 июля он сыграл в матче против «Винтертура». Впоследствии он ненадолго присоединился к клубу второго дивизиона «Арброт», где завершил карьеру в 1989 году.

## Международная карьера
Макалпайн дебютировал на международной арене в 34 года в составе сборной Шотландии до 21 года (тогда допускалось наличие в составе нескольких игроков старше возрастного лимита). Все игры прошли в рамках квалификации молодёжного Евро-1984. Он сыграл свой первый матч 12 октября 1982 года в Эдинбурге против ГДР, его команда победила со счётом 2:0. Затем он провёл ещё по два матча против Швейцарии и Бельгии. Последний матч Макалпайна состоялся против Бельгии 11 октября 1983 года, когда ему было 35 лет, команды разошлись нулевой ничьей.

## Стиль игры
Ещё с самого начала своих занятий футболом Хэмиш Макалпайн выбрал позицию вратаря. Среди позитивных черт: хорошая и решительная игра на выходах, он часто покидал штрафную площадь, помогая защитникам. Также он владел ударом с 11-метровой отметки. Будучи основным пенальтистом в сезонах 1975/76 и 1976/77, он забил три гола. Среди негативных черт: недостаток ответственности и периодическое пренебрежение тренировочным процессом — это часто приводило к конфликтам с тренерами, в частности Джимом Маклейном.

## Личная жизнь и годы после завершения карьеры
В 1986 году Макалпайн открыл в Данди паб Goalie’s. После ухода из спорта он работал торговым представителем. Он периодически работал в «Данди Юнайтед» на различных должностях с частичной занятостью, в том числе на посту тренера вратарей, в коммерческом отделе и в качестве комментатора. В 2014 году он был назначен послом клуба.
Помимо футбола, Макалпайн выступал за крикетный клуб «Росси Прайори», где играл его брат Дерек. Также он увлекался игрой в гольф и 2010 году стал капитаном гольф-клуба «Алит». У Хэмиша и его жены Элисон есть сын Кевин, который в 2006 году стал чемпионом Шотландии по гольфу среди любителей, впоследствии перешёл в профессионалы, а затем работал кедди у Лекси Томпсон, Эми Янг и Мартина Лэрда. Кевин женился на шведской гольфистке Анне Нордквист.

## Признание
В год окончания карьеры Макалпайна певец и автор песен Майкл Марра (хотя и болел за «Данди», а не «Данди Юнайтед») написал песню Hamish (The Goalie). Позже она вошла в альбом Марры 1991 года под названием On Stolen Stationery, также Лео Сейер выпустил кавер-версию песни. Текст песни отдаёт дань уважения вратарскому мастерству Макалпайна, в ней также упоминается матч Кубка УЕФА 1981/82 между «Данди Юнайтед» и «Монако», на котором присутствовала Грейс Келли.

## Достижения
«Данди Юнайтед»
- Чемпионат Шотландии: 1982/83
- Кубок шотландской лиги: 1979/80, 1980/81
- Игрок года в Шотландии по версии ШАФЖ: 1985

## Статистика
| Клуб                        | Сезон   | Чемпионат | Чемпионат | Кубок | Кубок | Кубок лиги | Кубок лиги | Еврокубки | Еврокубки | Всего | Всего |
| Клуб                        | Сезон   | Матчи     | Голы      | Матчи | Голы  | Матчи      | Голы       | Матчи     | Голы      | Матчи | Голы  |
| --------------------------- | ------- | --------- | --------- | ----- | ----- | ---------- | ---------- | --------- | --------- | ----- | ----- |
| Данди Юнайтед               | 1966/67 | 0         | 0         | 0     | 0     | 0          | 0          | 0         | 0         | 0     | 0     |
| Данди Юнайтед               | 1967/68 | 0         | 0         | 0     | 0     | 0          | 0          | 0         | 0         | 0     | 0     |
| Монтроз (аренда)            | 1967/68 | 25        | 0         | н/д   | н/д   | н/д        | н/д        | 0         | 0         | 25    | 0     |
| Данди Юнайтед               | 1968/69 | 1         | 0         | 0     | 0     | 0          | 0          | 0         | 0         | 1     | 0     |
| Данди Юнайтед               | 1969/70 | 0         | 0         | 0     | 0     | 0          | 0          | 0         | 0         | 0     | 0     |
| Данди Юнайтед               | 1970/71 | 24        | 0         | 4     | 0     | 0          | 0          | 2         | -1        | 30    | 0     |
| Данди Юнайтед               | 1971/72 | 29        | 0         | 1     | 0     | 6          | 0          | 0         | 0         | 36    | 0     |
| Данди Юнайтед               | 1972/73 | 24        | 0         | 1     | 0     | 8          | 0          | 0         | 0         | 33    | 0     |
| Данди Юнайтед               | 1973/74 | 19        | 0         | 2     | 0     | 6          | 0          | 0         | 0         | 27    | 0     |
| Данди Юнайтед               | 1974/75 | 34        | 0         | 3     | 0     | 6          | 0          | 4         | -3        | 47    | 0     |
| Данди Юнайтед               | 1975/76 | 36        | 1         | 3     | 0     | 6          | 0          | 4         | -3        | 49    | 1     |
| Данди Юнайтед               | 1976/77 | 36        | 2         | 1     | 0     | 6          | 0          | 0         | 0         | 43    | 2     |
| Данди Юнайтед               | 1977/78 | 35        | 0         | 4     | 0     | 8          | 0          | 2         | -3        | 49    | 0     |
| Данди Юнайтед               | 1978/79 | 36        | 0         | 1     | 0     | 2          | 0          | 2         | -1        | 41    | 0     |
| Данди Юнайтед               | 1979/80 | 29        | 0         | 2     | 0     | 7          | 0          | 4         | -5        | 42    | 0     |
| Данди Юнайтед               | 1980/81 | 36        | 0         | 7     | 0     | 11         | 0          | 4         | -3        | 58    | 0     |
| Данди Юнайтед               | 1981/82 | 34        | 0         | 5     | 0     | 10         | 0          | 8         | -9        | 58    | 0     |
| Данди Юнайтед               | 1982/83 | 36        | 0         | 1     | 0     | 9          | 0          | 8         | -5        | 54    | 0     |
| Данди Юнайтед               | 1983/84 | 34        | 0         | 4     | 0     | 10         | 0          | 8         | -5        | 56    | 0     |
| Данди Юнайтед               | 1984/85 | 25        | 0         | 6     | 0     | 3          | 0          | 5         | -7        | 39    | 0     |
| Данди Юнайтед               | 1985/86 | 8         | 0         | 0     | 0     | 5          | 0          | 1         | -2        | 14    | 0     |
| Данди Юнайтед               | Всего   | 477       | 3         | 45    | 0     | 103        | 0          | 52        | -47       | 677   | 3     |
| Данфермлин Атлетик (аренда) | 1985/86 | 1         | 0         | 0     | 0     | 0          | 0          | 0         | 0         | 1     | 0     |
| Рэйт Роверс                 | 1986/87 | 37        | 0         | 3     | 0     | 1          | 0          | 0         | 0         | 41    | 0     |
| Рэйт Роверс                 | 1987/88 | 35        | 1         | 2     | 0     | 2          | 0          | 0         | 0         | 39    | 1     |
| Рэйт Роверс                 | Всего   | 72        | 1         | 5     | 0     | 3          | 0          | 0         | 0         | 80    | 1     |
| Арброт                      | 1988/89 | 10        | 0         | 0     | 0     | 0          | 0          | 0         | 0         | 10    | 0     |
| Итого                       | Итого   | 585       | 4         | 50    | 0     | 106        | 0          | 52        | -47       | 793   | 4     |

Источник: Tannadice Legends: Hamish McAlpine. Dundee United F.C. official website. Дата обращения: 21 октября 2014. Архивировано 21 октября 2013 года.
| #  | Дата            | Дома/На выезде | Соперник  | Результат | Турнир                             |
| -- | --------------- | -------------- | --------- | --------- | ---------------------------------- |
| 1. | 12 октября 1982 | Дома           | ГДР       | 2:0       | Квалификация молодёжного Евро-1984 |
| 2. | 16 ноября 1982  | На выезде      | Швейцария | 4:3       | Квалификация молодёжного Евро-1984 |
| 3. | 14 декабря 1982 | На выезде      | Бельгия   | 2:1       | Квалификация молодёжного Евро-1984 |
| 4. | 29 марта 1983   | Дома           | Швейцария | 2:1       | Квалификация молодёжного Евро-1984 |
| 5. | 11 октября 1983 | Дома           | Бельгия   | 0:0       | Квалификация молодёжного Евро-1984 |

Источник: Scotland U21 Player Details: Hamish McAlpine. Fitbastats. Дата обращения: 3 ноября 2015.